# Vnější součin

Objem trojrozměrného rovnoběžnostěnu sevřeného vektory, a.

Vnější součin je v matematice (n-1)-ární operace násobení vektorů v n-rozměrném vektorovém prostoru se skalárním součinem. Výsledkem této operace je vektor kolmý ke všem násobeným vektorům a jeho velikost je rovna objemu (n-1) rozměrného rovnoběžnostěnu násobenými vektory sevřeného.

## Definice
Mějme aritmetický vektorový prostor {\displaystyle \mathbb {R} ^{n}} s ortonormální bází nad číselným tělesem {\displaystyle \mathbb {R} }, pak pro vektory {\displaystyle \mathbf {v} _{1},\dots ,\mathbf {v} _{n}\in \mathbb {R} ^{n}} platí, že vektor {\displaystyle \mathbf {v} _{1}} je vnějším součinem vektorů {\displaystyle \mathbf {v} _{2},\dots ,\mathbf {v} _{n}} vzhledem k uvedené bázi, právě když:
{\displaystyle \mathbf {v} _{1}=\bigwedge (\mathbf {v} _{2},\dots ,\mathbf {v} _{n})=[(-1)^{1+1}detA_{1},\cdots ,(-1)^{n+1}detA_{n}]},
symbolem {\displaystyle \bigwedge } značíme vnější součin a matice {\displaystyle A_{i}} pro {\displaystyle i\in \{1,\dots ,n\}} vznikly vynecháním i-tého sloupce matice:
{\displaystyle {\begin{bmatrix}v_{2}{}^{1}&\cdots &v_{2}{}^{n}\\\vdots &\ddots &\vdots \\v_{n}{}^{1}&\cdots &v_{n}{}^{n}\\\end{bmatrix}}}
kde dolní index označuje index vektoru a horní index označuje index jeho souřadnice vzhledem k dané bázi.

## Vektorový součin
Mějme aritmetický vektorový prostor {\displaystyle \mathbb {R} ^{3}} s kanonickou bází nad číselným tělesem {\displaystyle \mathbb {R} }, pak pro vektory {\displaystyle \mathbf {z} ,\mathbf {x} ,\mathbf {y} \in \mathbb {R} ^{3}} platí, že vektor {\displaystyle \mathbf {z} } je vnějším součinem vektorů {\displaystyle \mathbf {x} ,\mathbf {y} } vzhledem k uvedené bázi, právě když:
{\displaystyle \mathbf {z} =\mathbf {x} \times \mathbf {y} =[{\begin{vmatrix}x_{2}&x_{3}\\y_{2}&y_{3}\\\end{vmatrix}},-{\begin{vmatrix}x_{1}&x_{3}\\y_{1}&y_{3}\\\end{vmatrix}},{\begin{vmatrix}x_{1}&x_{2}\\y_{1}&y_{2}\\\end{vmatrix}}]=[x_{2}y_{3}-y_{2}x_{3},y_{1}x_{3}-x_{1}y_{3},x_{1}y_{2}-y_{1}x_{2}]}, tj.:
{\displaystyle |\mathbf {z} |^{2}=(x_{2}y_{3}-y_{2}x_{3})^{2}+(y_{1}x_{3}-x_{1}y_{3})^{2}+(x_{1}y_{2}-y_{1}x_{2})^{2}=|\mathbf {x} |^{2}|\mathbf {y} |^{2}-(\mathbf {x} \cdot \mathbf {y} )^{2}=|\mathbf {x} |^{2}|\mathbf {y} |^{2}(1-cos^{2}\varphi )=|\mathbf {x} |^{2}|\mathbf {y} |^{2}sin^{2}\varphi },
přičemž smíšený součin {\displaystyle \mathbf {x} \cdot (\mathbf {x} \times \mathbf {y} )=0} a {\displaystyle \mathbf {y} \cdot (\mathbf {x} \times \mathbf {y} )=0}, tj. vektor {\displaystyle \mathbf {z} } je kolmý na vektory {\displaystyle \mathbf {x} } a {\displaystyle \mathbf {y} } a jeho velikost je rovna obsahu rovnoběžníku sevřeného násobenými vektory, tj. vektor {\displaystyle \mathbf {z} } je vektorovým součinem vektorů {\displaystyle \mathbf {x} } a {\displaystyle \mathbf {y} }.